# Tre Ville
Tre Ville è un comune italiano di 1 370 abitanti della provincia autonoma di Trento in Trentino-Alto Adige.

## Storia
Il comune di Tre Ville fu istituito il 1º gennaio 2016 dalla fusione dei comuni di Montagne, Preore e Ragoli, che ne è il capoluogo.

### Simboli
Lo stemma e il gonfalone del Comune sono stati approvati con delibera della Giunta provinciale n. 475 dd. 31.03.2016.
Stemma
Gonfalone

## Monumenti e luoghi d'interesse

### Architetture religiose
- Chiesa di Santa Maria Maddalena, nella frazione di Preore.
- Chiesa di San Giacomo Maggiore, in località Irone.
- Chiesa di San Faustino, nella sede comunale di Ragoli
- Chiesa di San Bartolomeo, in località di Larzana.

## Società

### Evoluzione demografica
Abitanti censiti

## Amministrazione
| Periodo         | Periodo       | Primo cittadino | Partito                        | Carica                  | Note  |
| --------------- | ------------- | --------------- | ------------------------------ | ----------------------- | ----- |
| 1º gennaio 2016 | 8 maggio 2016 | Maurizio Polla  |                                | Commissario prefettizio | [ 7 ] |
| 9 maggio 2016   | in carica     | Matteo Leonardi | Lista civica "Percorso comune" | Sindaco                 | [ 8 ] |

## Sport
La società calcistica del paese è la ASD Virtus Giudicariese, che nella stagione 2022/23 milita nel campionato di seconda categoria girone A Trentino.